# Supercopa de Europa 2002
La Supercopa de Europa 2002 o Supercopa de la UEFA 2002 fue un partido de fútbol que enfrentó al ganador de la Liga de Campeones (Champions League) y de la Copa de la UEFA de la temporada anterior 2001-02. El partido tuvo lugar entre el Real Madrid y el Feyenoord, con victoria del equipo español por tres goles a uno. El partido se celebró el 30 de agosto de 2002 en el Stade Louis II (Mónaco).

## Previo
Esta edición de la Supercopa de Europa fue la vigésimo octava.
El Real Madrid ganó la Liga de Campeones de la UEFA 2001-02 al imponerse en la final al Bayer Leverkusen por dos goles a uno. Esta era la tercera vez que el equipo español disputaba este torneo. Perdió la Supercopa de 1998 contra el Chelsea y la de 2000 contra el Galatasaray. El equipo llegaba a este partido con Zinedine Zidane, elegido mejor jugador la pasada edición de la Liga de Campeones; Además Roberto Carlos fue elegido mejor defensa y Raúl mejor delantero.
Por su parte el Feyenoord se clasificó para jugar este partido después de conquistar la Copa de la UEFA 2001-02, ganando la final ante el Borussia de Dortmund (3-2). Esta era la primera vez que el equipo disputaba una edición de Supercopa de Europa. El Feyenoord llegaba a este partido ya rodado, ya que la Eredivisie había comenzado hace algunas semanas.

## Partido

### Primera parte
El primer centro peligroso del partido fue obra de Luís Figo, aunque en el siguiente contraataque el Feyenoord creó peligro y consiguió un saque de esquina.
El Real Madrid empezó a controlar el partido, pero el equipo neerlandés luchaba y presionaba para intentar hacerse con el control del balón.
El primer gol del encuentro llegó en el minuto 15. Cambiasso da un gran pase a Roberto Carlos, pero el defensa neerlandés Paauwe lo intercepta con tan mala fortuna que el balón acabó dentro de su propia portería.
A los seis minutos llegaría el segundo. Cambiasso inicia una gran jugada y, tras regatear a Christian Gyan, cede la pelota a Guti quien centra hacia Roberto Carlos para que finalmente el jugador brasileño batiera al portero rival con la derecha.
A partir de entonces el Real Madrid se limitó a defender el resultado hasta el descanso, tomando el control del partido. 
El Feyenoord dispuso de dos ocasiones; primero Paauwe dispara fuerte desde 20 metros, pero Casillas interceptó bien el balón. Luego el portero blanco vuelve a parar otro disparo de Lurling.
Fernando Hierro tuvo la última oportunidad de la primera parte, pero no estuvo acertado.

### Segunda parte
La segunda parte comenzó con el Feyenoord lanzado al ataque, pero las buenas actuaciones de Casillas y de la defensa blanca impidieron el gol.
En el minuto 55, Zinedine Zidane comete una falta sobre Paul Bosvelt. Pierre van Hooijdonk, quien ya marcara de falta en la final de la Copa de la UEFA, lanzó el tiro libre desde 25 metros anotando el primer gol para su equipo.
El Real Madrid reaccionó, y en el minuto 60 Cambiasso y Zidane iniciaron una jugada que acabó con el balón en los pies de Luís Figo; Este centra, y Guti remata de cabeza al fondo de la portería defendida por Edwin Zoetebier.
El conjunto español volvió a tomar posesión de la pelota y a controlar el partido, mientras su rival intentaba empatar con lanzamientos desde fuera del área.
Raúl estuvo a punto de aumentar la ventaja en el minuto 70, pero su disparo se marchó rozando el larguero.
Se llegó al final del partido con victoria del equipo español. El Real Madrid consiguió la primera Supercopa de Europa de su historia.

## Detalles
| 1          | POR        | Iker Casillas      |     |
| 2          | DEF        | Míchel Salgado     |     |
| 4          | DEF        | Fernando Hierro    |     |
| 6          | DEF        | Iván Helguera      |     |
| 3          | DEF        | Roberto Carlos     |     |
| 19         | MED        | Esteban Cambiasso  | 88' |
| 24         | MED        | Claude Makélélé    |     |
| 10         | MED        | Luís Figo          |     |
| 14         | MED        | Guti               | 71' |
| 5          | MED        | Zinedine Zidane    | 86' |
| 7          | DEL        | Raúl González      |     |
| Entrenador | Entrenador | Vicente del Bosque |     |

| 1          | POR        | Edwin Zoetebier      |     |
| 23         | DEF        | Brett Emerton        |     |
| 2          | DEF        | Christian Gyan       | 72' |
| 17         | DEF        | Patrick Paauwe       |     |
| 3          | DEF        | Tomasz Rząsa         |     |
| 8          | MED        | Kees van Wonderen    |     |
| 6          | MED        | Paul Bosvelt         |     |
| 7          | MED        | Bonaventure Kalou    |     |
| 14         | MED        | Shinji Ono           |     |
| 9          | DEL        | Pierre van Hooijdonk |     |
| 10         | DEL        | Anthony Lurling      |     |
| Entrenador | Entrenador | Bert van Marwijk     |     |

| 18 | DEL | Javier Portillo | 71' |
| 21 | MED | Santiago Solari | 86' |
| 22 | DEF | Francisco Pavón | 88' |

| 19 | MED | Thomas Buffel | 72' |

| Anotado · Autogol | 15' | Patrick Paauwe | 1-0 |
| Anotado           | 21' | Roberto Carlos | 2-0 |
| Anotado           | 60' | Guti           | 3-1 |

| Anotado | 56' | Pierre van Hooijdonk | 2-1 |

| Árbitro             | Hugh Dallas   |
| Árbitros asistentes | Wilson Irvine |
| Árbitros asistentes | David Doig    |
| Cuarto árbitro      | Stuart Dougal |

| 1          | POR        | Iker Casillas      |     |
| 2          | DEF        | Míchel Salgado     |     |
| 4          | DEF        | Fernando Hierro    |     |
| 6          | DEF        | Iván Helguera      |     |
| 3          | DEF        | Roberto Carlos     |     |
| 19         | MED        | Esteban Cambiasso  | 88' |
| 24         | MED        | Claude Makélélé    |     |
| 10         | MED        | Luís Figo          |     |
| 14         | MED        | Guti               | 71' |
| 5          | MED        | Zinedine Zidane    | 86' |
| 7          | DEL        | Raúl González      |     |
| Entrenador | Entrenador | Vicente del Bosque |     |

| 1          | POR        | Edwin Zoetebier      |     |
| 23         | DEF        | Brett Emerton        |     |
| 2          | DEF        | Christian Gyan       | 72' |
| 17         | DEF        | Patrick Paauwe       |     |
| 3          | DEF        | Tomasz Rząsa         |     |
| 8          | MED        | Kees van Wonderen    |     |
| 6          | MED        | Paul Bosvelt         |     |
| 7          | MED        | Bonaventure Kalou    |     |
| 14         | MED        | Shinji Ono           |     |
| 9          | DEL        | Pierre van Hooijdonk |     |
| 10         | DEL        | Anthony Lurling      |     |
| Entrenador | Entrenador | Bert van Marwijk     |     |

| 18 | DEL | Javier Portillo | 71' |
| 21 | MED | Santiago Solari | 86' |
| 22 | DEF | Francisco Pavón | 88' |

| 19 | MED | Thomas Buffel | 72' |

| Anotado · Autogol | 15' | Patrick Paauwe | 1-0 |
| Anotado           | 21' | Roberto Carlos | 2-0 |
| Anotado           | 60' | Guti           | 3-1 |

| Anotado | 56' | Pierre van Hooijdonk | 2-1 |

| Árbitro             | Hugh Dallas   |
| Árbitros asistentes | Wilson Irvine |
| Árbitros asistentes | David Doig    |
| Cuarto árbitro      | Stuart Dougal |

|                                 |
| Bandera de España               |
| Campeón Real Madrid 1.er título |

### Incidencias
Partido disputado en el Stade Louis II de Mónaco ante 18 284 personas. Roberto Carlos fue elegido mejor jugador del encuentro.